# Edite Espadinha
Edite Espadinha (Ponte de Sôr, 30 de Outubro de 1972) é uma jornalista portuguesa.
Biografia
Estudou Letras e Literaturas Modernas na Universidade Nova de Lisboa, mas enveredou pelo Jornalismo, após ter feito o  Curso de Formação Geral em Jornalismo, no Cenjor.
Colaborou com vários orgãos de comunicação social, como as revistas Visão, GQ, Vogue, Notícias Magazine, Tabu, Máxima, e MSN Mulher. Entrou na área do jornalismo de saúde através das publicações Semana Médica, Up Date e Nursing, onde foi redatora e editora. Mais tarde trabalhou com as revistas Prémio e Gestão Hospitalar, e desenvolveu o livro "Desafios de um Modelo Integrado", da Rede Nacional de Cuidados Continuados Integrados.
Realizou vários filmes institucionais para entidades como a RNCCI, a associação Rarríssimas e o Hospital de Curry Cabral, entre outros.
Fora da área da saúde foi editora e redatora da revista O Mundo da Fotografia Digital e dirigiu a revista O meu diário de Sofia.
Apresentou o programa Geração Saúde da RTPN,,, produzido pela Companhia de Ideias.Foi coordenadora editorial da revista "We HPP Saúde", publicação institucional do Grupo HPP Saúde, até 2012.
Actualmente coordena o programa Viva Saúde produzido pela Companhia de Ideias para a RTP África e esteve à frente da exposição dos 30 anos VIH/Sida em Portugal que emitiu nas várias RTP's micro-programas sobre a temática.